# Oncoba suffruticosa
Oncoba suffruticosa là một loài thực vật có hoa trong họ Liễu. Loài này được (Milne-Redh.) S. Hul & Breteler mô tả khoa học đầu tiên năm 1997.